# Robert Blanchaer
Robert Blanchaer (Wilrijk, 22 settembre 1952) è un allenatore di sci alpino ed ex sciatore alpino belga, due volte portabandiera del Belgio nelle cerimonie di apertura dei Giochi olimpici invernali.

## Biografia

### Carriera sciistica
Sciatore polivalente formatosi a Saanen, Blanchaer debuttò in campo internazionale in occasione dei Mondiali di Val Gardena 1970, dove si classificò 73º nella discesa libera, 73º nello slalom gigante, 26º nella combinata e non si qualificò per la finale dello slalom speciale; agli XI Giochi olimpici invernali di Sapporo 1972, sua prima presenza olimpica, dopo esser stato portabandiera del Belgio durante la cerimonia di apertura si piazzò 42º nella discesa libera, 34º nello slalom gigante, 25º nello slalom speciale e 7º nella combinata disputata in sede olimpica ma valida solo per i Mondiali 1972.
Esordì in Coppa del Mondo il 3 febbraio 1973 a Sankt Anton am Arlberg in discesa libera (29º) e l'anno dopo ai Mondiali di Sankt Moritz 1974 fu 40º nella discesa libera e 31º nello slalom speciale. Ottenne il miglior risultato in Coppa del Mondo nella combinata dell'Hahnenkamm di Kitzbühel del 24-25 gennaio 1976 (13º) e ai successivi XII Giochi olimpici invernali di Innsbruck 1976, sua ultima presenza olimpica, dopo esser stato nuovamente portabandiera del Belgio durante la cerimonia di apertura si classificò 45º nella discesa libera, 40º nello slalom gigante e non completò lo slalom speciale.
In Coppa del Mondo ottenne l'ultimo piazzamento il 21 gennaio 1978 a Kitzbühel in discesa libera (48º) e prese per l'ultima volta il via il giorno successivo nella medesima località in slalom speciale, senza completare la gara; ai successivi Mondiali di Garmisch-Partenkirchen 1978, suo congedo agonistico, si piazzò 34º nella discesa libera, 67º nello slalom gigante e non completò lo slalom speciale.

### Carriera da allenatore
Dopo il ritiro è divenuto allenatore prima per lo Ski Club de Bruxelles, poi per l'Antwerp Ski Team.